# Yoldétéon
Yoldétéon est une localité située dans le département de Batié de la province du Noumbiel dans la région Sud-Ouest au Burkina Faso.

## Géographie
Yoldétéon se trouve à 4 km au sud-ouest de Batié, le chef-lieu du département, et de la route nationale 11.

## Santé et éducation
Le centre de soins le plus proche de Yoldétéon est le centre médical avec antenne chirurgicale (CMA) de la province à Batié.